# Plévenon
Plévenon é uma comuna francesa na região administrativa da Bretanha, no departamento de Côtes-d'Armor.